# Pyhitty
Pyhitty eller Pyhitynjärvi är en sjö i Finland. Den ligger i kommunen Pieksämäki i landskapet Södra Savolax, i den södra delen av landet, 260 km nordost om huvudstaden Helsingfors. Pyhitty ligger 122,7 meter över havet. Den är 8,65 meter djup. Arean är 6,62 kvadratkilometer och strandlinjen är 16,19 kilometer lång. Sjön  ingår i Vuoksens huvudavrinningsområde.   I omgivningarna runt Pyhitty växer i huvudsak blandskog. Den sträcker sig 4,4 kilometer i nord-sydlig riktning, och 3,7 kilometer i öst-västlig riktning.
I övrigt finns följande i Pyhitty:
- Rantasaari (en ö)
- Selkäsaari (en ö)